# Cécile Ravanel
Cécile Ravanel z d. Rode (ur. 6 stycznia 1981 we Fréjus) – francuska kolarka górska, brązowa medalistka mistrzostw świata i wicemistrzyni Europy.

## Kariera
Pierwszy sukces w karierze Cécile Ravanel osiągnęła w 1998 roku, kiedy zwyciężyła w rywalizacji juniorek podczas mistrzostw świata w Mont-Sainte-Anne. Pierwszy medal w kategorii elite zdobyła na mistrzostwach Europy w Kapadocji w 2007 roku, gdzie razem z kolegami z reprezentacji była druga w sztafecie. Ponadto Francuzi w składzie: Alexis Vuillermoz, Cédric Ravanel, Hugo Drechou i Cécile Ravanel zdobyli brązowy medal w sztafecie cross-country podczas mistrzostw świata w Canberze. Na rozgrywanych rok później mistrzostwach świata w Mont-Sainte-Anne w tej samej konkurencji reprezentacja Francji z Ravanel w składzie zajęła czwarte miejsce. W 2012 roku wzięła udział mistrzostwach świata w Leogang, gdzie była siódma w cross-country eliminator. Nie brała udziału w igrzyskach olimpijskich.
Jest żoną Cédrica Ravanela.